# Cassiella abylensis
Cassiella abylensis é uma espécie de molusco pertencente à família Cerithiidae.
A autoridade científica da espécie é Gofas, tendo sido descrita no ano de 1987.
Trata-se de uma espécie presente no território português, incluindo a zona económica exclusiva.